# برايان كاتس
برايان كاتس (بالإنجليزية: Brian Katz)‏ هو مدرب كرة سلة أمريكي، ولد في 17 نوفمبر 1957 في ساكرامنتو في الولايات المتحدة.

## روابط خارجية
- برايان كاتس على موقع كلية كرة السلة في سبورتس رفرنس.كوم (الإنجليزية)